# Pena capital en Brunéi
La pena capital en Brunéi es legal, aunque no ha habido ninguna ejecución desde que el país obtuviera su independencia en 1984. La última ejecución fue realizada en 1957, cuando Brunéi aún era un protectorado Gran Bretaña. 
Los crímenes capitales en Brunéi incluyen homicidio, terrorismo, narcotráfico, incitación al suicidio, incendio premeditado, secuestro, traición, motín, y falso testimonio. 
En abril de 2014, Brunéi introdujo un nuevo código penal en el que incluía elementos de la ley Sharia e instituía la pena de muerte (por apedreamiento) para los crímenes de adulterio, sodomía, violación, apostasía, blasfemia, e insultos al Islam.
Los métodos legales de ejecución en Brunéi son la horca y, desde 2014, la lapidación.
Actualmente, se estima que hay aproximadamente 6 personas en el pasillo de los condenados a muerte en Brunéi. La última condena a muerte se realizó en 2017, y una de estas condenas fue conmutada en 2009.